# CryptoKitties
CryptoKitties — це блокчейн-гра на Ethereum, створена Axiom Zen, що дозволяє гравцям купувати, збирати, розводити та продавати віртуальних котів. Це одна з найдавніших спроб використання блокчейн-технології для відпочинку та дозвілля. Популярність гри в грудні 2017 року перевантажила мережу Ethereum через надвелику кількість транзакцій, що значно сповільнило мережу.

## Фон
CryptoKitties — не криптовалюта, ця гра працює в блокчейн-мережі Ethereum, як унікальний для кожної CryptoKitty невзаємозамінний токен (NFT). Кожна CryptoKitty є унікальною і належить користувачеві, перевірена через блокчейн, і її цінність може оцінюватись або знецінюватися залежно від ринку. CryptoKitties неможливо повторити і не можна передавати без дозволу користувача навіть розробниками гри. Користувачі можуть взаємодіяти зі своїми CryptoKitties, маючи можливість купувати, продавати та виробляти (розводити) їх. Проте зображення CryptoKitty не знаходиться в блокчейні, а належить Аксіому Дзен. Компанія випустила частину ескізів під новою ліцензією «Nifty», яка дозволяє гравцям обмежено використовувати зображення своїх CryptoKitty.
Тестова версія CryptoKitties була представлена в ETH Waterloo 19 жовтня 2017 року, у Ethereum Hackathon. Станом на 2 грудня 2017 року Genesis, перший і найпопулярніший кіт, був проданий за день за 246.9255 ETH (на той момент $117,712).
Віртуальні коти є породистими і мають унікальне число та 256 бітовий геном із ДНК та різними атрибутами (катрибутами), які можуть передаватися потомству. Від батьків до нащадків можна передати кілька рис. Для будь-якої кішки загалом 12 «катрибутів», включаючи візерунок, форму рота, хутро, форму очей, базовий колір, колір акценту, колір виділення, колір очей та необов'язково дике середовище, «загрозу» та «таємницю». Інші особливості, такі як: час охолодження, не передаються, але натомість є функція «покоління» потомства, що на одну вища, ніж максимальне покоління між двома батьками. У грудні 2017 року одну з віртуальних киць продали за $100 тис.
20 березня 2018 року було оголошено, що CryptoKitties буде виділено у окрему компанію Dapper Labs та залучить 12 мільйонів доларів від кількох провідних фірм венчурного капіталу та ангелів-інвесторів. Інвестиційний раунд провели в Нью-Йорку Union Square Ventures та Сан-Франциско Андреессен Горовіц.
12 травня 2018 року CryptoKitty було продано за $140 тис. У травні 2018 року CryptoKitties запустили свій перший CryptoKitty зі знаменитістю, а саме зі Стівеном Керрі, американським професійним баскетболістом. У рамках партнерства Керрі отримав три CryptoKitties зі спеціальними зображеннями, першу з яких він виставив на аукціон. Пізніше компанія призупинила аукціон, пояснивши, що Керрі не приділяв достатньої уваги співпраці. Згодом на компанію подали до суду за звинуваченнями у крадіжці комерційної таємниці. Суд виніс рішення на користь компанії, дійшовши висновку, що вона розробила ідею ліцензувати цифрові колекціонування, використовуючи схожість зі знаменитістю.
До жовтня 2018 року в CryptoKitties було створено 1 млн котів та проведено 3,2 млн транзакцій за смарт-контрактами. У листопаді 2018 року Dapper Labs, який був виведений з Аксіома Дзен як розробник CryptoKitties, зібрав $15 млн інвестицій. Компанія подвоїла свою оцінку в цьому раунді.
У 2018 році CryptoKitties був використаний німецьким музеєм Центру мистецтв та медіа ZKM Карлсруе для демонстрації технології блокчейн.

## Технологія
Право власності на CryptoKitty відстежується за допомогою розумного контракту на блокчейн Ethereum. Кожна CryptoKitty представлена як невзаємозмінний токен із використанням стандарту токена ERC-721 на Ethereum. Нульові покоління CryptoKitties продавались гравцям на аукціоні за курсом 1 раз на 15 хвилин (672 на тиждень) протягом одного року. Нові CryptoKitties створюються шляхом розведення існуючих CryptoKitties.
Виходячи з обмеженої кількості котів у «обіг», та їхнього обмеженого геному, в грі є обмеження у 4 млрд котів, яких можна розводити. Кожен кіт має зовнішність («фенотип»), що визначається його незмінними генами («генотипом»), що зберігаються у смарт-контракті. Оскільки коти — це токени на блокчейні, їх можна купувати, продавати чи переносити цифровим способом із чіткими гарантіями власності. CryptoKitty не має сталого призначення статі. Хоча вони можуть займатися лише одним селекційним сеансом одночасно, кожна кішка здатна діяти як матрона, так і сирова. Настає час «відключення», який вказує на те, як скоро кішка може знову розмножуватися, що збільшується за кількістю порід, обмежених за один тиждень.
Гру створила студія Axiom Zen. До листопада 2018 року розробники планували оновалювати її кожні 15 хвилин. Власники CryptoKitty можуть виставити їх на продаж через аукціон за ціною, встановленою в ETH.

## Прийом
5 грудня 2017 року Etherscan повідомив, що протягом тижня після появи гри кількість транзакцій у блокчейні Ethereum виросла вшестеро, це пояснювалося популярністю гри, яка на той момент використовувала більшість транзакцій платформи. Майнери Ethereum збільшили оплату за транзакції, що дозволило отримувати більше даних за блок і збільшувати кількість транзакцій. Також було створені аналогічні сайти, такі як: Etheremon, Ethertulips та CryptoBots. Як відповідь були також створені такі сайти: OpenSea та RareBits.